# خايمي كامبس
خايمي كامبس (بالإسبانية: Jaime Camps)‏ هو منافس ألعاب قوى إسباني، ولد في 28 فبراير 1896 في سان سيباستيان في إسبانيا، وتوفي في 3 أغسطس 1921 في أنوال في المغرب.

## وصلات خارجية
- خايمي كامبس على موقع أوليمبيديا (الإنجليزية)